# ベネズエラ陸軍

ベネズエラ陸軍の旗

ベネズエラ陸軍（西：Ejercito Bolivariana de Venezuela）はベネズエラの陸軍。

## 組織

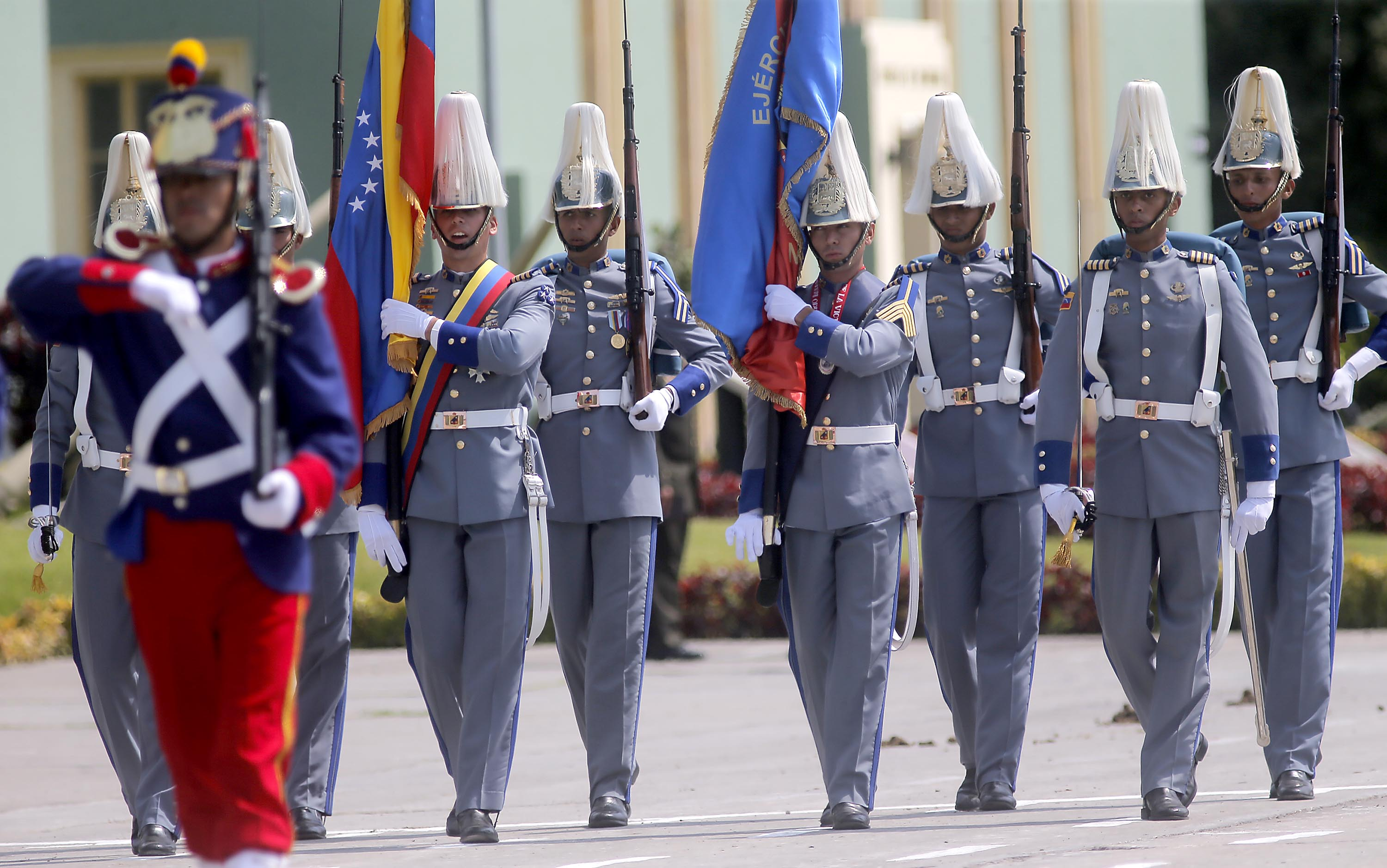
祭典時のベネズエラ軍兵士

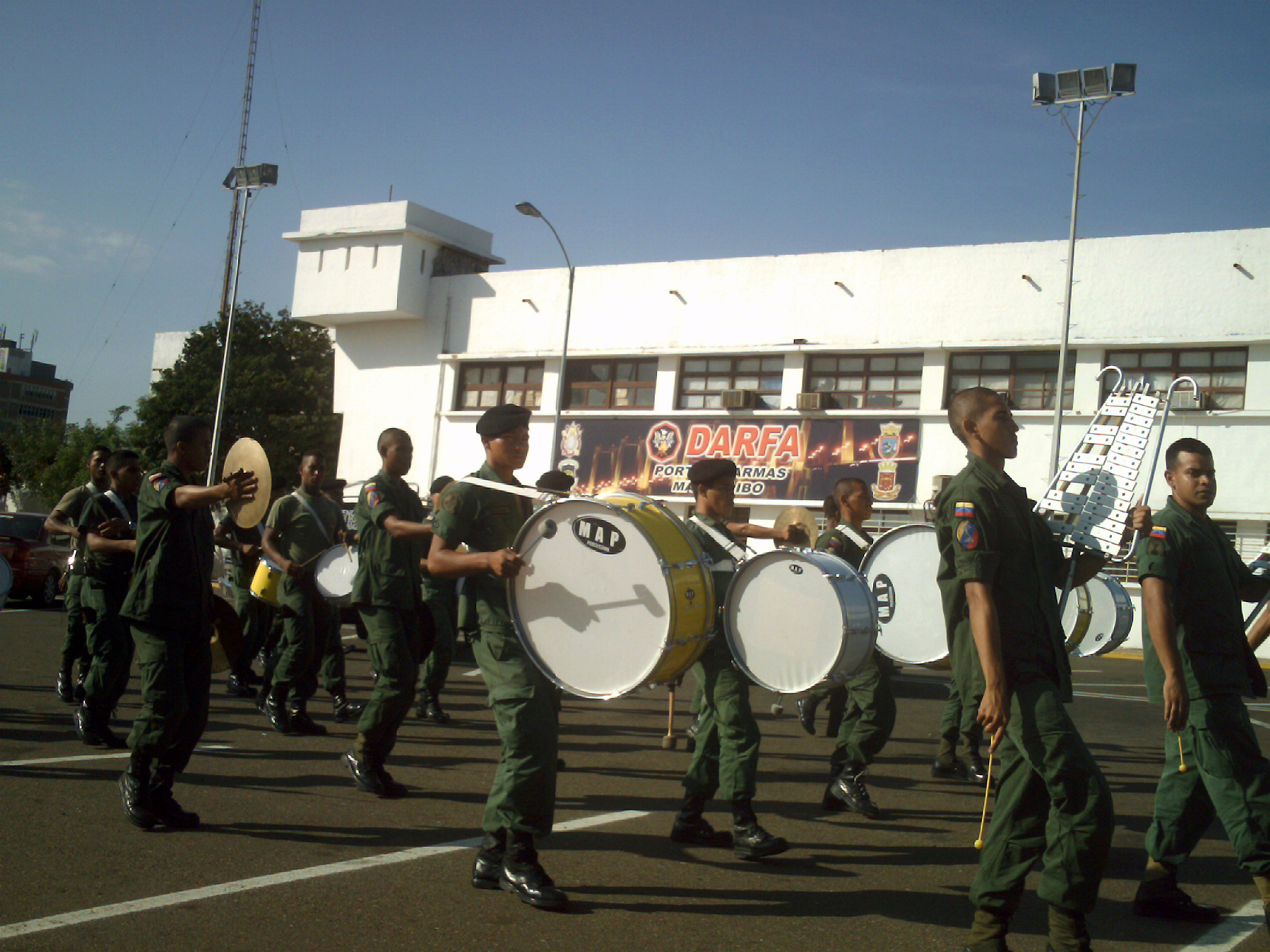
祭典時のベネズエラ軍兵士

陸軍総司令官（Comandante General de la Ejército）の下、以下の職位・組織がある。2007年時点で現役兵総員34,000人、うち徴集兵27,000人、他に予備役8,000人。
- 陸軍監査部
  - 監査局
  - 機密調査局
  - 計画統制課
- 陸軍官房
  - 法務課
  - 秘書課
  - 歩兵RRPP課
  - 兵営監
- 陸軍参謀本部
  - 人事局
  - 情報局
  - 作戦局
  - 計画局
  - 電算局
  - 情勢局
- 陸軍一般集団（Comando General del Ejército）
- 陸軍学校集団（Comando de las Escuelas del Ejército）
- 陸軍兵站集団（Comando Logístico del Ejército）
- 陸軍航空集団（Comando Aviación del Ejército）
- 調達局
- 会計局

### 師団
- 第1歩兵師団 司令部：マラカイボ。スリア州、ファルコン州、ララ州、ポルトゥゲーサ州、ヤラクイ州を管轄。
- 第2歩兵師団 司令部：サンクリストバル（San Cristóbal）。タチラ州、メリダ州、バリナス州、トルヒーリョ州を管轄。
- 第3歩兵師団 司令部：カラカス。首都地区、ミランダ州、アンソアテギ州、モナガス州、スクレ州を管轄。
  - 第301兵営大隊
  - 第302自動車化騎兵群「ヘネラルブリガダ・フアン・パブロ・アジャラ」（"GRAL. BGDA. Juan Pablo Ayala"）
  - 第304防空砲兵群「ヘネラルヘフェ・ホセ・フェリクス・リバス」（"GRAL. Jefe Jose Felix Ribas"）
  - 第305戦闘工兵大隊「ヘネラルヘフェ・フランシスコ・デ・パウラ・アベンダード」（"GRAL. Jefe Francisco de Paula Avendano"）
  - 第73猟兵旅団「ヘネラル・ヘフェ・ホセ・アントニオ・パエス」（"GRAL. Jefe Jose Antonio Paez"）
  - 第31歩兵旅団
  - 第34通信大隊「ヘネラルヘフェ・ホセ・タベロ・モナガス」（"GRAL. Jefe Jose Tadeo Monagas"）
  - 第35憲兵連隊「リベルタドル・ホセ・デ・サンマルティン」（"LIB. Jose de San Martin"）
- 第4機甲師団 司令部：マラカイ。アラグア州、カラボボ州、グアリコ州を管轄。
  - 第41機甲旅団
  - 第42歩兵旅団
  - 第43機甲旅団
  - 第4機甲大隊「ブラボス・デ・アプレ」（"Bravos de Apure"）
  - 第41騎兵砲兵群「バルトロメ・サロン」（"Bartolomé Salom"）
  - 第41大隊「カラボボ」（"Carabobo"）
  - 第1騎兵群「プラサ」（"Plaza"）
- 第5ジャングル歩兵師団 司令部：シウダ・ボリバル。ボリバル州、アマソナス州、デルタアマクロ州、アプレ州を管轄。
  - 第3防空砲兵群「ヘネラルデビシオン・アセンシオン・ファレーラス」（"Gral. De División Ascensión Farreras"）
  - 第5歩兵大隊「ラファエル・ウルダネタ」（"Rafael Urdaneta"）
  - 第6工兵大隊「カヒガル」（"Cajigal"）
  - 第106徴集兵大隊「コロネル・ホセ・マヌエル・ナバーロ」（"Cnel. José Manuel Navarro"）
  - 第501兵営大隊「ヘネラル・アントニオ・ガストン・カタネオ・キリン」（"Gral. Antonio Gastón Cattaneo Quirin"）
  - 第505工兵大隊「テニエンテコロネル・フアン・マヌエル・カヒガル」（"Tcnel. Juan Manuel Cajigal"）
  - 第506徴集兵大隊「ヘネラルブリガダ・バレンティン・ガルシア」（"Gral De Bgda. Valentín García"）
  - 第507特殊作戦大隊「コロネル・ドミンゴ・モンテス」（"Cnel Domingo Montes"）
  - 第508山岳任務支援大隊「ヘネラルブリガダ・フアン・モンテス」（" Gral De Bgda. Juan Montes"）
  - 第51歩兵旅団
  - 第52歩兵旅団
  - 第53徴集兵訓練センター「ヘネラルヘフェ・フアン・バウティスタ・アリスメンディ」（"Gral. En Jefe Juan Bautista Arismendi"）
- 第6空中機動・自動車化騎兵師団 司令部：サンフェルナンド（San Fernando）。アプレ州、バリナス州を管轄。

その他の部隊
- 第42落下傘歩兵旅団
  - 第4201司令部中隊
  - 第4203落下傘通信中隊
  - 第4205緊急展開隊
  - 第421落下傘歩兵大隊
  - 第421落下傘歩兵大隊
  - 第424落下傘支援大隊
- 予備軍団 - 3個連隊を有する
- 陸軍兵站司令部付連隊

## 装備

### 戦車
- T-72B1V × 150輌、うち90両を取得[要出典]
- AMX-30 × 84輌
- AMX-13 × 36輌
- スコーピオン × 78輌

### 装甲車

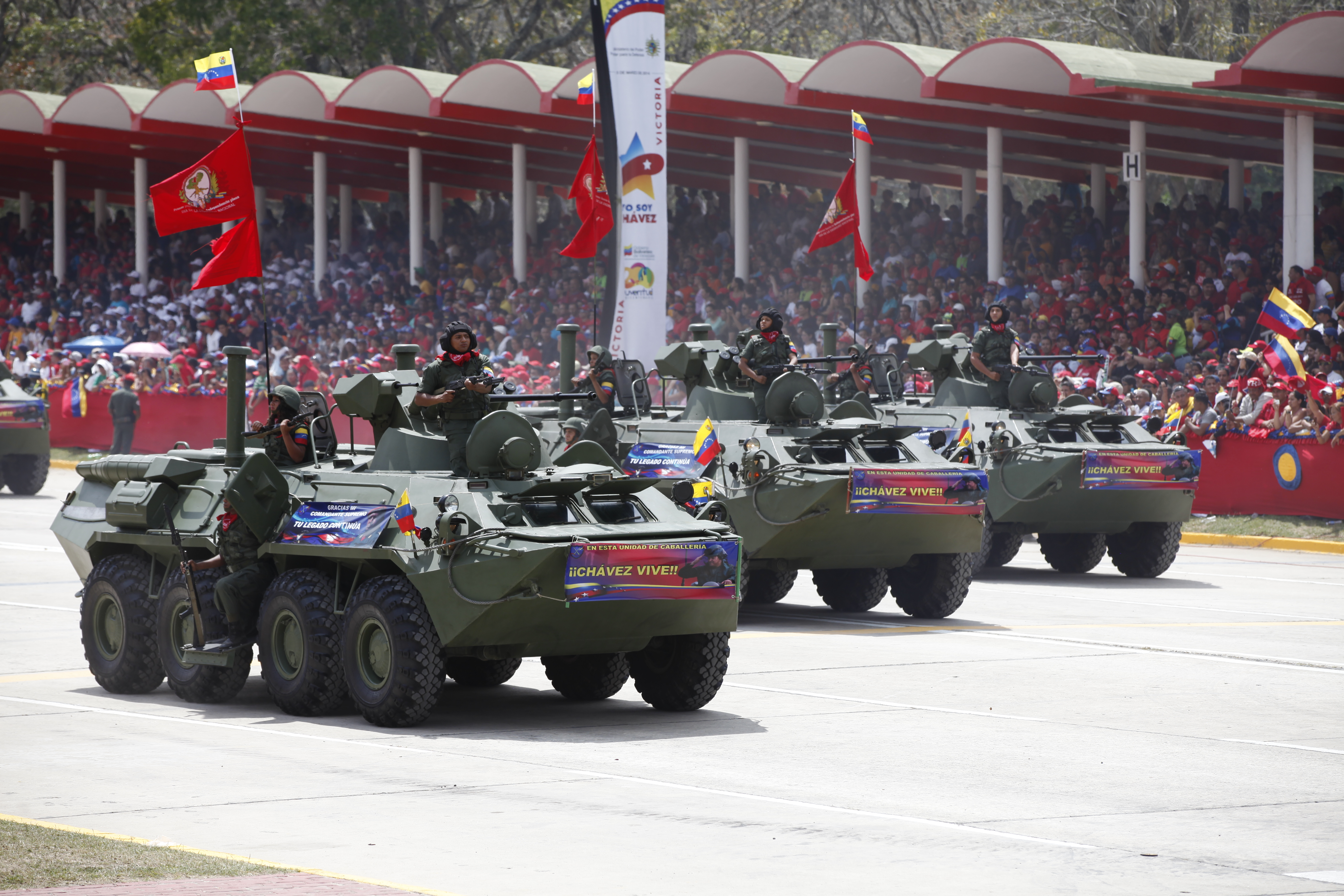
BTR-82装甲車に搭乗する兵士達

- ドラグーン300 LFV2 AFV × 42輌
- ドラグーン AFV APC × 59輌
- BMP-3 × 135輌発注
- AMX-13 VTT-VCI × 75輌
- FV104 × 4輌
- FV105 × 2輌
- FV106 × 4輌
- V-100 / V-150コマンドウ × 80台
- LAV-300 × 100台
- フクス装甲兵員輸送車 × 10台

### 車両
- Tiuna
- Pinzgauer 高機動全地形適応車
- ジープ・ラングラー
- M151
- Steyr-Daimler-Puch L-80

### 火砲
- AMX-13/LAR-160 × 20輌
- AMX-13/Mle F.3 × 10輌
- M114 155mm榴弾砲 × 24門
- M101 105mm榴弾砲 × 40門

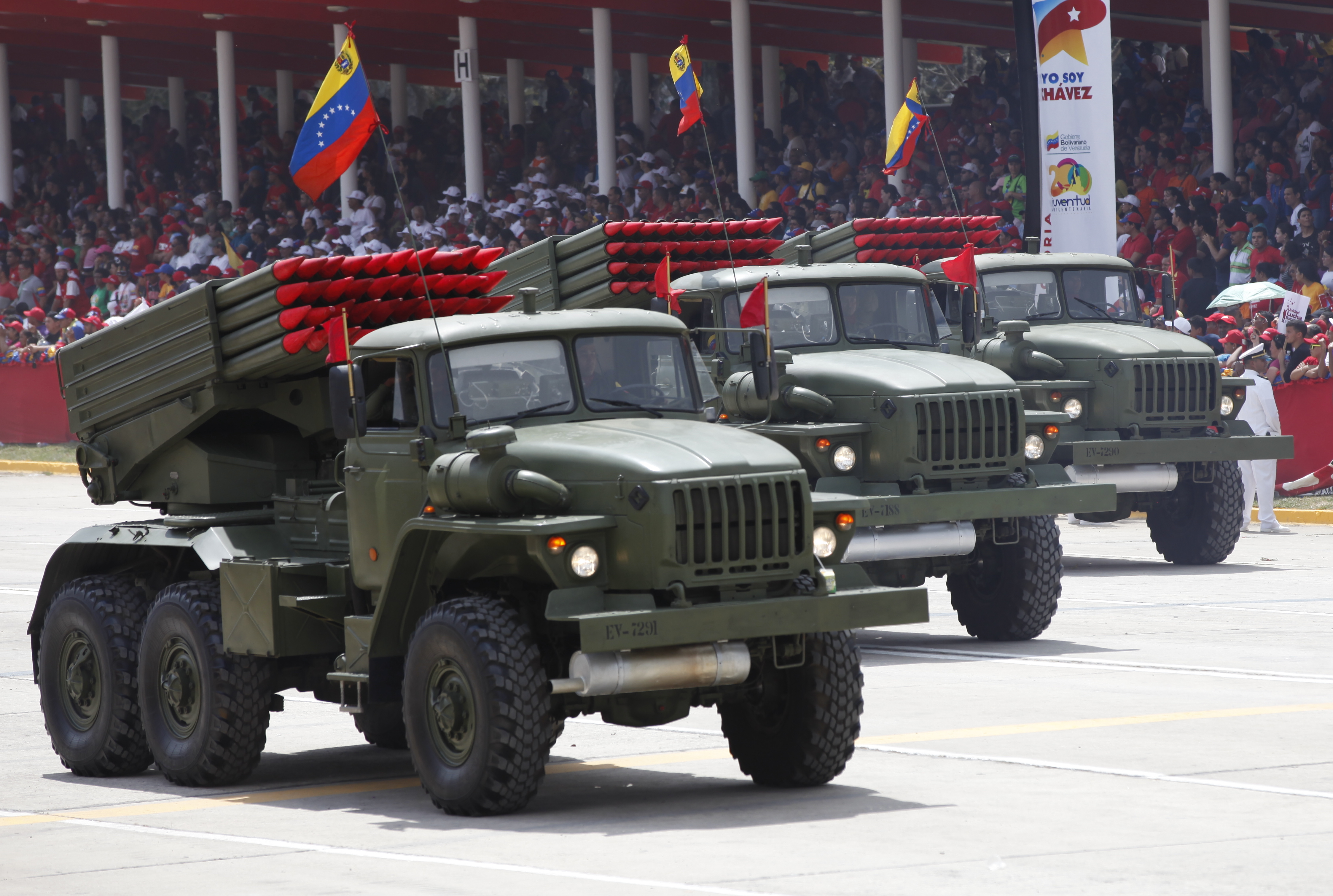
BM-21

- オート・メラーラMod56 105mm榴弾砲 × 40門
- 81mm迫撃砲 × 165門
- Brandt MO-120 120mm迫撃砲 × 60門
- VE-NILANGAL ロケットランチャー
- M40 106mm無反動砲
- AML S 530 20mm自走機関砲 × 12輌
- AMX-13 Rafaga 35mm自走機関砲 × 10輌
- M35 Fenix 35mm自走機関砲 × 6台

### ミサイル
- IMI MAPATS ATM
- ボフォース RBS 70 PSAM
- 9K38 イグラ PSAM
- 9K330SAM × 12基

### 小火器

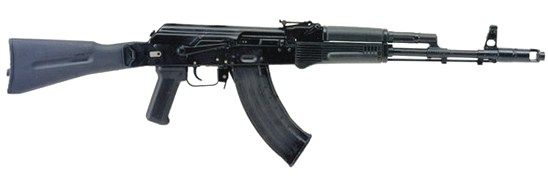
AK-103

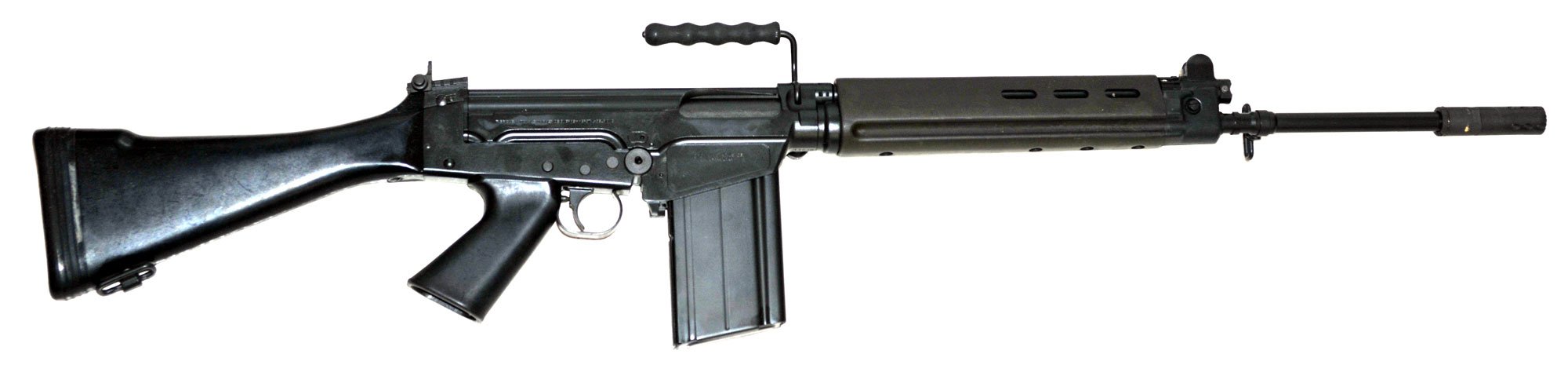
FN-FAL

- ブローニング・ハイパワー
- グロック17
- グロック18
- グロック19
- SIG SAUER P226
- AK-103
- AK-104
- FN FAL(退役)
- FN FNC
- H&K G3
- M16A2
- M4カービン
- M14
- レミントンM700
- H&K PSG-1
- ドラグノフ狙撃銃
- ドラグノフ SVU
- M82A1
- ミニミ軽機関銃
- FN MAG
- M60機関銃
- ウージー(退役)
- H&K MP5
- FN P90
- CAVIM オリノコII
- AT4
- カールグスタフM3

### 航空機

#### 固定翼機
- IAI アラバ × 5機
- セスナ 206 × 2機
- セスナ 207 × 1機
- セスナ 182R/T × 6機
- ビーチクラフト キングエア × 4機
- PZL M28 × 12機

#### 回転翼機

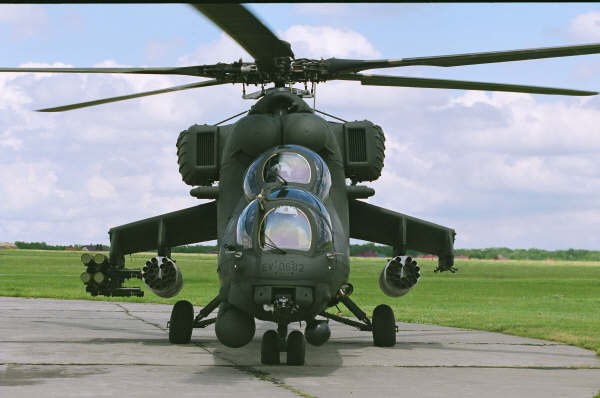
Mi-35

- Mi-17V-5 × 19機
- Mi-26T-2 × 3機
- Mi 35M-2 × 10機
- Mi-28 × 4機
- ベル 412SP × 2機
- ベル 412HP × 8機
- ベル 205A-1/UH-H × 10機
- ベル 206B × 6機
- AS-61D × 3機

## 階級
| 士官              |                           |  |
| 陸軍大将          | General en Jefe           |  |
| 陸軍中将          | Mayor General             |  |
| 陸軍少将          | General de Division       |  |
| 陸軍准将          | General de Brigada        |  |
| 陸軍大佐          | Coronel                   |  |
| 陸軍中佐          | Teniente Coronel          |  |
| 陸軍少佐          | Mayor                     |  |
| 陸軍大尉          | Capitan                   |  |
| 陸軍中尉          | Teniente                  |  |
| 陸軍少尉          | Subteniente               |  |
| 下士官            |                           |  |
| 先任上級曹長      | Sargento Supervisor       |  |
| 上級曹長          | Sargento Ayudante         |  |
| 1等曹長           | Sargento Mayor de Primera |  |
| 2等曹長           | Sargento Mayor de Segundo |  |
| 3等曹長           | Sargento Mayor de Tercera |  |
| 1等軍曹           | Sargento Primero          |  |
| 2等軍曹           | Sargento Segundo          |  |
| 兵卒              |                           |  |
| 1等伍長 （1等兵） | Cabo Primero              |  |
| 2等伍長 （2等兵） | Cabo Segundo              |  |
| 兵                | Distinguido               |  |